# Баніяс (футбольний клуб)
Баніяс або «Бані Яс»(араб. نادي بني ياس الرياضي الثقاف) — еміратський футбольний клуб з однойменного району Абу-Дабі, заснований 1982 року. Домашнім стадіоном є арена «Баніяс». Кольори клубу — біло-синьо-блакитні.

## Історія
Клуб був заснований 15 грудня 1982 року рішенням Вищої ради у справах молоді та спорту. У 1988 році клуб вперше вийшов до елітного дивізіону ОАЕ. У 1992 році клуб досяг найбільшого успіху в своїй історії, вигравши Кубок Президента ОАЕ. В подальшому клуб кілька разів понижувався у класі, втім неодмінно повертався до Про-ліги і 2011 року став віце-чемпіоном ОАЕ. В тому ж році недовго за команду грав і найвідоміший гравець команди, чемпіон світу та Європи француз Давід Трезеге.
У 2012 році клуб дійшов до фіналу Кубка президента ОАЕ, в якому поступився «Аль-Джазірі», а вже наступного року здобув Кубок чемпіонів Перської затоки, здолавши у фіналі катарський «Аль-Хор» (1:1, 2:0).

## Досягнення
- Чемпіонат ОАЕ

Віце-чемпіон: 2010/11
- Кубок Президента ОАЕ:

Володар: 1991/92
Фіналіст: 2011/12
- Кубок чемпіонів Перської затоки:

Володар: 2012/13

## Відомі гравці
- Давід Трезеге
- Зеяб Авана
- Амер Абдулрахман
- Кім Джон У
- Хоакін Ларрівей
- Умар Чомого
- Карлос Муньйос
- Жоан Верду
- Крістіан Вільгельмссон
- Каїс Годбан
- Умар Чомого
- Мохамед Зідан
- Ройстон Дренте

## Тренери
- Райнер Цобель (2002)
- Бернд Краусс (2005)
- Телат Узюм (2005–06)
- Ален Мішель (2007)
- Лотфі Бензарті (2008-11)
- Жорван Віейра (2011)
- Габрієль Кальдерон (2011-12)
- Йозеф Хованець (2012—2013)
- Хорхе да Сільва (2013—2014)
- Луїс Гарсія Пласа (2014—2016)
- Пабло Репетто (2016)
- Жозе Мануел Гоміш (2016—2017)
- Горан Туфегджич (2017—2018)
- Крунослав Юрчич (2018—2019)
- Вінфрід Шефер (2019–)